# Affieux
Affieux é uma comuna francesa na região administrativa da Nova Aquitânia, no departamento de Corrèze. Estende-se por uma área de 30,19 km². Em 2010 a comuna tinha 371 habitantes (densidade: 12,3 hab./km²).